# Garrote (torniquete)
Um garrote ou torniquete é um dispositivo usado para barrar a circulação sanguínea, num membro que sofreu uma lesão provocando hemorragia grave. Pode ser na forma de um elástico, ou improvisado com uma tira de pano estreito que se aperta 5 dedos acima da ferida, respeitando a articulação, quer dando um nó apertado, quer usando um pau que se vai rodando até parar a hemorragia e que permite facilmente desapertá-lo para restabelecer a circulação.
O uso do garrote é uma técnica de primeiros socorros, mas é desaconselhada por diversos especialistas em favor de outras técnicas, uma vez que do seu mau uso pode decorrer necrose dos tecidos. Além disso, apenas pessoas que receberam treinamento específico é que estão habilitados a aplicá-lo.